# Michel Khleifi
Michel Khleifi (àrab: ميشيل خليفي, Mīxīl Ḫlīfī) (Natzaret, 3 de novembre de 1950) és un guionista, director i productor de cinema palestí que viu actualment a Bèlgica.

## Vida i carrera
Khleifi va néixer i es va criar a la ciutat eminentment palestina de Natzaret, al nord d'Israel, i va emigrar a Bèlgica el 1970, on va estudiar direcció televisiva i teatral a l'Institut National Supérieur des Arts du Spectacle (INSAS). Després de graduar-se en el INSAS, va treballar en la televisió belga abans de començar a produir les seves pròpies pel·lícules.
Un dels seus primers documentals va ser Ma'loul Celebrates ist Destruction, filmada en 1985, que narra la història dels habitants de Ma'loul, que van ser expulsats de les seves cases a tirs per l'exèrcit israelià i es van refugiar en la veïna Natzaret, on els va arribar les notícies de la demolició de tot el poble i la confiscació de les seves terres per part de l'Estat d'Israel després de la Guerra araboisraeliana de 1948. Una vegada a l'any, el dia de la Independència d'Israel, se'ls permetia tornar a les ruïnes de les seves antigues llars i ells van transformar aquest esdeveniment en una festa.
En 1987, Michel Khleifi va rodar Urs al-Jalil, que es va convertir en la primera pel·lícula palestina a ser projectada al 40è Festival Internacional de Cinema de Canes, on va guanyar el Premi Internacional de la Crítica. Aquesta pel·lícula, que va guanyar també la Conquilla d'Or del Festival Internacional de Cinema de Sant Sebastià 1987, narra l'intent d'un mukhtar palestí en la Galilea de celebrar les noces del seu fill malgrat el toc de queda imposat per les autoritats militars israelianes. Aquestes accedeixen a la celebració sota condició que es convidi al governador militar com a convidat d'honor, però la seva presència estranya en les noces resulta una metàfora de la presència israeliana a les ciutats palestines. En aquesta pel·lícula va fer el seu debut l'ara famosa actriu palestina Hiam Abbas.
En 1988 va rebre el Gran Premi del Festival de Cinema de Cartago, i dos anys després, en 1990, la seva pel·lícula Le cantique des pierres va tornar a participar al Festival de Canes dins de la secció Un Certain Regard.
La seva pel·lícula Hikayatul jawahiri thalath, de 1995, es va convertir en el primer llargmetratge rodat en la Franja de Gaza. Protagonitzada per Makram Khouri, Bushra Qaraman, Mohammad Bakri i Hana Ne'meh, compte la història d'un noi de 12 anys que coneix a una "noia gitana", i com en el seu dia a dia conviuen amb els assalts de les unitats especials de l'exèrcit israelià i amb els joves milicians palestins.
Ha dirigit i produït nombrosos documentals i llargmetratges, pels quals ha rebut diversos premis, com el Premi de la Crítica Internacional en el Festival de Canes, la Conquilla d'Or al Festival de Sant Sebastià i el Premi André Cavens. Khleifi és també professor a l'INSAS.
A la fi de 2018 es va anunciar la projecció a Israel de la seva pel·lícula Ma'loul celebra la seva destrucció com a part del Festival de Cinema Zochrot 48mm. La projecció, que s'havia de realitzar precisament en el lloc on estava Ma'loul abans de ser demolida per l'exèrcit israelià, es va trobar amb una forta oposició de la ministra de cultura israeliana Miri Regev.

## Filmografia
- Al Dhakira al Khasba (Fertile Memory) (1980)
- Ma'loul Celebrates its Destruction (1985)
- Urs al-Jalil (1987)
- Le cantique des pierres (1990)
- L'Ordre du Jour (1993)
- Hikayat al-Jawahir al-Thalath (1995)
- Route 181: Fragments of a Journey in Palestine-Israel (2003), en col·laboració amb Eyal Sivan
- Zindeeq (2009)

## Premis i distincions
Festival Internacional de Cinema de Canes
| Any  | Categoria      | Pel·lícula   | Resultat  |
| ---- | -------------- | ------------ | --------- |
| 1987 | Premi FIPRESCI | Urs al-Jalil | Guanyador |

Festival Internacional de Cinema de Sant Sebastià
| Any  | Categoria      | Pel·lícula   | Resultat  |
| ---- | -------------- | ------------ | --------- |
| 1987 | Conquilla d'Or | Urs al-Jalil | Guanyador |

- Premi André Cavens de l'Associació de Crítics de Cinema de Bèlgica per Urs al-Jalil (1987).
- Premi Especial del Jurat en el Festival Internacional de Documentals de Yamagata per Le cantique des pierres (1991).
- Premi de l'Alcalde en el Festival Internacional de Documentals de Yamagata per Route 181: Fragments of a Journey in Palestine-Israel (amb Eyal Sivan) (2005).
- Premi Muhr al "Millor Llargmetratge Àrab" al Festival Internacional de Cinema de Dubai (2009).